# Scylaticus varipennis
Scylaticus varipennis är en tvåvingeart som beskrevs av Ricardo 1923. Scylaticus varipennis ingår i släktet Scylaticus och familjen rovflugor. Inga underarter finns listade i Catalogue of Life.